# 南市公共体育场
31°12′55″N 121°28′48″E / 31.21515°N 121.48005°E
南市公共体育场，是位于上海市老西门街道大吉路208号（方斜路555号）的一个历史上存在的体育场。它曾被命名为西门公共体育场、沪南体育场、上海市立体育场南市分场、上海市立体育场、上海沪南体育活动中心，是首个由中国人自办的公共体育场。现为上海市黄浦学校校址。

## 历史沿革

### 中华民国时期
清宣统元年（1909年），在上海西门斜桥外，由私人创办了一个民众健身的体育会上海体育会成立，专门教授新式体操运动。1915年，上海县知事沈宝昌奉江苏省公署令，委托县教育会会长吴馨筹办公共体育场。吴馨租借上海慈善团在小西门外大林路、方斜路和大吉路交界处地皮26亩，建成300米跑道、足球场、网球场、排球场、室内篮球场和健身房，命名为西门公共体育场。1917年3月30日，体育场正式建立，属私营性质。

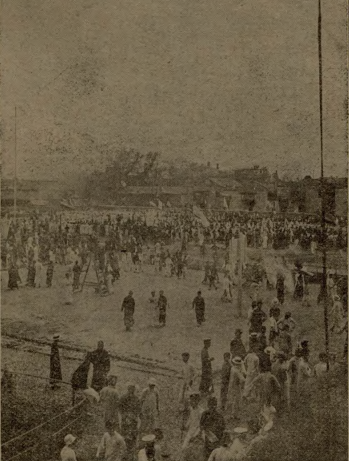
1919年5月7日，上海西门公共体育场内的群众声援五四运动

1919年5月7日，2万多上海市民众到西门体育场举行示威游行的“国民大会”，声援北京的五四运动，这也是五四运动时期上海市的首次群众集会。之后，上海学界成立上海学生联合会，通电全国举行罢课，并在学生宣传鼓动下，上海工人和店员展开抵抗日货行为。5月26日，上海学生举行总罢课，两万人齐聚公共体育场举行宣誓典礼。5月31日，体育场举行追悼郭钦光的追悼会。1925年4月11日，上海市民在体育场举行“孙中山先生逝世追悼大会”，会上恽代英、向警予上台演讲。同年五卅惨案爆发后，6月11日，南市公共体育场召开了二十万人参加的市民大会，林钧担任大会主席，李立三、李鸣钟任副主席，会上发表宣言，组织游行示威。1926年5月30日，体育场召开“五卅惨案周年纪念大会”，张超担任主席，李宣誉为指挥，演讲者有杨杏佛、杨贤江、阮仲一等。同年9月7日，举行“九七国耻纪念会”。1927年上海工人第三次武装起义后，同年3月22日，体育场举行“欢迎北伐军大会”，林均担任大会主席，国民革命军第一军第一师政治代表霍步青、杜永瘦发表报告。
当时建场初期是私营，经费不足，由上海教育局拨款资助。1927年7月，上海改为特别市后，1928年8月，场地改为公办，归上海市政府所有，定名上海市立第一公共体育场，场长王壮飞。时因上海第二公共体育场停办（设在吴淞中学学校内，因业务不振停办），该场改称南市公共体育场。当时上海租界禁止中国人在租界内集会，公共体育场也成为上海市民举行大型集会的理想场所。1931年，场内增设弹子房、乒乓室、寄衣室等，全天开放、自由进出，经常开展国术、石担和石锁等传统体育项目及足球、篮球、网球的训练比赛，足球明星贾幼良、张林根、许竟成、曹秋亭，田径明星何德宝、薛剑秋、黄胜白、钱行素等都曾在此训练。1936年6月7日，上海市民在体育场举行歌咏大会，由上海音乐会的刘良模主持会议，声援抗日救亡运动。
1937年八一三事变后，侵华日军攻占上海，并於11月10日-11日，日军对南市发动总攻，与国军短兵交战，日军派出空军，在斜桥以东至海潮寺进行轰炸。南市公共体育场成为军事目标，办公楼、健身房被炸毁，整个场地成为废墟。11月11日，国军撤出南市，日军攻占上海。体育场北面的妇孺医院成了日军宪兵队队部，该场即作为日军营房、仓库、操场、马房和屠杀中国军民的场所。1945年日军投降，该场由南京国民政府上海市教育局接收，王复旦、邵汝干、朱景秋先后担任上海市立体育场场长。1946年，由蒋湘青接任，改名为上海市立体育场南市分场（主任孙和宾）。当时上海市立体育场（现江湾体育场）底层是军火库，由于1946年7月发生爆炸受到严重毁坏，未能接收成功；因此，南市分场对内外的行文交接均以市立体育场名义。1946年，体育场重建，修建350米的田径跑道、足球场和办公平房、木质看台等（可容纳3000名观众），后侧重于足球运动。

### 中华人民共和国时期
1949年5月，中国人民解放军攻占上海，体育场由上海市人民政府教育局接管，改名为沪南体育场。1950年二六轰炸后，政府在体育场附近打造蓄水池。1950年，沪南体育场举办中华人民共和国首届全国妇女运动会。1953年，新建会议室和办公室。1954年，体育场新建篮球场，蓄水池后改为游泳池（斜桥游泳池），归沪南体育场管理。1958年，改建原木质看台为水泥看台，观众容纳量增至5000人。1975年，室外游泳池改建为温水室内游泳池，后划归为南市区业余少年游泳学校。
1962年、1977年，上海市人民政府先后两次批准沪南体育场为上海市乙级文物保护单位。1977年12月7日，被上海市人民政府列为市级革命纪念地。1980年，足球场铺设草皮、增加简易灯座。1983年9月，体育场作为第五届全运会足球赛主要场地之一。1987年3月30日，上海市文物保管委员会在沪南体育场大门右侧立碑纪念。1995年7月，再次对沪南体育场进行改建；1997年7月竣工，改为上海沪南体育活动中心。同年10月，在这里举行第八届全运会羽毛球赛。1999年，被列入第三批爱国主义教育基地。2003年9月，黄浦区政府将裨文女中和上海沪南体育活动中心合并，成立九年一贯制的“上海市黄浦学校”，并任命前东方绿舟负责人周志鸿担任新学校校长。沪南体育场也成为上海市黄浦学校校址。